# Luciano Migliavacca
Luciano Migliavacca (Milano, 9 ottobre 1919 – Milano, 21 ottobre 2013) è stato un presbitero, direttore di coro e compositore italiano.

## Biografia
Nasce a Milano, città capoluogo di provincia e sede arcivescovile, il 9 ottobre 1919.

### Formazione
Entra giovanissimo in seminario e ottiene quindi il magistero in composizione e il diploma in canto gregoriano al Pontificio Istituto di Musica Sacra di Roma. Studia inoltre presso la Facoltà teologica milanese e si laurea in Lettere antiche presso l'Università Cattolica del Sacro Cuore di Milano (con una tesi sulle "Orationes de tempore" del Messale ambrosiano).

### Attività
Nel 1942 è ordinato presbitero dal cardinale Alfredo Ildefonso Schuster.
Nell'ottobre 1957 il cardinale Giovanni Battista Montini lo nomina maestro di Cappella musicale del Duomo di Milano e contemporaneamente insegna armonizzazione gregoriana al Pontificio istituto di musica sacra.
Ha diretto le riviste di musica sacra, Schola e assemblea, Musica sacra e Polyphonia delle Edizioni Carrara di Bergamo, scelta fin dagli inizi della sua attività come editrice privilegiata per la pubblicazione delle sue opere musicali. Ha scritto lo studio critico "Testi , melodie, dizionario" sugli Inni ambrosiani, nell'edizione Opera omnia di Sant'Ambrogio. Ha diretto l'"Archivium musicae metropolitanum mediolanense", per la trascrizione delle polifonie custodite nell'archivio della Fabbrica del duomo di Milano. Ha collaborato alla Rivista internazionale di musica sacra, alla rivista Iucunde iubilatio della Fondazione Cini di Venezia, alle riviste Diocesi di Milano, Bollettino ceciliano.
È stato membro della commissione liturgica conciliare, della commissione per la traduzione dei salmi, della commissione per la revisione della liturgia delle ore, della commissione della Santa Sede a Strasburgo per la musica, del comitato della Santa Sede per l'Anno europeo della musica 1985.
Muore a Milano il 21 ottobre 2013. Dopo le esequie, celebrate in duomo il 23 ottobre dal vescovo Mario Delpini, viene sepolto in una semplice tomba del cimitero maggiore di Milano.
Il 2 novembre 2014 il suo nome viene iscritto nel Famedio del cimitero monumentale di Milano.

## Opere
Ha scritto più di 70 messe e inoltre mottetti soprattutto su testi della liturgia ambrosiana, magnificat, salmi, cantate e canti ricreativi per ragazzi. Ha inoltre composto brani per organo e l'opera Il vangelo di san Marco. Ha composto brani su testi di Manzoni, Ungaretti, Palazzeschi, Montale, Bacchelli, Quasimodo, Rebora, D'Annunzio, Salvadori, san Tommaso, sant'Ambrogio, papa Paolo VI.

### Discografia
- 2009 - 	Composizioni organistiche, CD, (Bottega Discantica)
- Laudes Mariae, Musiche mariane monodiche e polifoniche della Cappella Musicale del Duomo di Milano. Libreria Editrice Vaticana Ares.
- 1972. Festiva Cantica, Canti a Cristo e alla Madonna nel Duomo di Milano. Eco Digital Classic
- 2003. Musik im Mailänder Dom (Musica nel Duomo di Milano). Motette DCD.
- 2003. Rorate Coeli. Canti per l'Avvento e il Natale. Edizioni San Paolo
- Gli Inni Ambrosiani, poesia e musica al servizio del culto divino. Ruggimenti Editore.
- La Cappella Musicale del Duomo di Milano. NED (Nuove Edizioni Duomo).